# Agapanthia amurensis
Agapanthia amurensis es una especie de escarabajo del género Agapanthia, familia Cerambycidae. Fue descrita científicamente por Kraatz en 1879.
Habita en China, Japón, Mongolia, República de Corea, Rusia y Siberia. Esta especie mide aproximadamente 10-21 mm y su período de vuelo ocurre en los meses de mayo, junio y julio.